# Bellavi, Tumkur
Bellavi là một làng thuộc tehsil Tumkur, huyện Tumkur, bang Karnataka, Ấn Độ.